# Maranahalli, Hassan
Maranahalli là một làng thuộc tehsil Hassan, huyện Hassan, bang Karnataka, Ấn Độ.